# Vietnamophryne cuongi
Vietnamophryne cuongi — вид жаб родини карликових райок (Microhylidae). Описаний у 2021 році.

## Поширення
Ендемік В'єтнаму. Поширений на півночі країни.